# 佐洛特科維奇
49°42′38″N 23°2′24″E / 49.71056°N 23.04000°E
佐洛特科維奇（烏克蘭語：Золотковичі），是烏克蘭西部的村莊，隸屬利維夫州的亞沃里夫區。該村始建於1408年，面積1.91平方公里，海拔高度237米，2001年人口562。